# Henk en Henk
Henk en Henk is een Nederlands gelegenheids-zangduo, bestaande uit Henk Westbroek en Henk Temming, frontleden van de nederpopformatie Het Goede Doel.
In het najaar van 1982 had Henk en Henk een grote hit op Hilversum 3 met "Sinterklaas, wie kent hem niet". In 2013 kwam de single weer in de belangstelling, vanwege een actie van dj Patrick Kicken, naar aanleiding van een hoog oplopende maatschappelijke discussie in Nederland over het personage Zwarte Piet. Temming en Westbroek namen derhalve een Regenboogversie 2013 op, waarin alle verwijzingen naar Zwarte Piet veranderd zijn in anderskleurige Pieten.

## Singles
| Single met eventuele hitnotering(en) in de Nederlandse Top 40 | Datum van verschijnen | Datum van binnenkomst | Hoogste positie | Aantal weken | Opmerkingen                                           |
| ------------------------------------------------------------- | --------------------- | --------------------- | --------------- | ------------ | ----------------------------------------------------- |
| Sinterklaas, wie kent hem niet                                | 1982                  | 04-12-1982            | 24              | 4            | #18 in de Nationale Hitparade / #26 in de TROS Top 50 |
| Sinterklaas, wie kent hem niet                                | 2013                  | 02-11-2013            | 26              | 2            | Incl. Regenboogversie 2013                            |